# Eruguera de Halmahera
L'eruguera de Halmahera (Edolisoma parvulum) és una espècie d'ocell de la família dels campefàgids (Campephagidae).

## Hàbitat i distribució
Habita els boscos de les muntanyes de Halmahera, a les Moluques septentrionals.